# Kubus (ruimtelijke figuur)
Een kubus of hexaëder is een regelmatig veelvlak, een zesvlak, waarvan de zijvlakken vierkanten zijn. De kubus is een van de vijf regelmatige veelvlakken, die al in de klassieke oudheid door Plato zijn beschreven. De regelmatige veelvlakken worden daarom ook de platonische lichamen genoemd. De naam kubus komt van het Griekse woord κύβος, kybos, dat dobbelsteen betekent. 

## Gebruik
De vorm wordt voor bijvoorbeeld dobbelstenen gebruikt. Het voordeel van het gebruik van een kubus als dobbelsteen is het feit dat een kubus een regelmatig veelvlak is, wat ervoor zorgt dat de kans voor ieder zijvlak hetzelfde is, dat het boven komt. Een ander voordeel is dat het duidelijk is welk vlak boven komt te liggen. Bij alle regelmatige veelvlakken behalve het viervlak ligt er altijd een zijvlak boven wanneer de dobbelsteen eenmaal stil ligt, maar de kubus is het regelmatige veelvlak met het kleinste aantal zijvlakken, waarbij dat gebeurt.
Een bekende puzzel in de vorm van een kubus is de Rubiks kubus.

## Eigenschappen
- Een kubus is een balk met gelijke ribben en heeft daarom zes vierkante zijvlakken, twaalf ribben en acht hoekpunten. Kubussen van gelijke grootte kunnen net zoals identieke balken zonder tussenruimten worden gestapeld en zo de ruimte vullen.
- De inhoud {\displaystyle V} van een kubus wordt berekend met de formule {\displaystyle V=l^{3}} waarbij {\displaystyle l} de lengte van een ribbe is.
- De oppervlakte {\displaystyle O} van een kubus wordt berekend met {\displaystyle O=6\times {l}^{2}} waarbij {\displaystyle l} weer de lengte van een ribbe is.
- De lengte, breedte en hoogte van een kubus zijn hetzelfde.
- De lengte {\displaystyle d} van een lichaamsdiagonaal van een kubus wordt berekend met de formule {\displaystyle d={\sqrt {3}}\times l}, met {\displaystyle l} als de lengte van een ribbe. Deze formule kan worden afgeleid door de stelling van Pythagoras twee keer toe te passen.
- Het isoperimetrisch quotiënt van een kubus is ongeveer 0,5236.
- Een kubus heeft octahedrale symmetrie, er gaan 48 bewerkingen in de symmetriegroep van de kubus.
- Een kubus waarvan de ribben de lengte 1 hebben wordt een eenheidskubus genoemd.

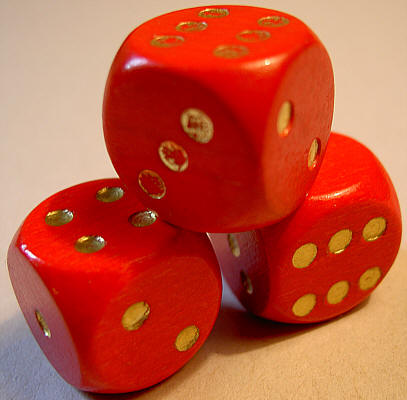
Dobbelstenen zijn een voorbeeld van kubussen.
Rubiks kubus

## Kubussen in de architectuur
- Kaäba, het centrale heiligdom van de islam in het bedevaartsoord Mekka
- Kubuswoningen in Helmond
- Kubuswoningen in Rotterdam